# Tom Brok

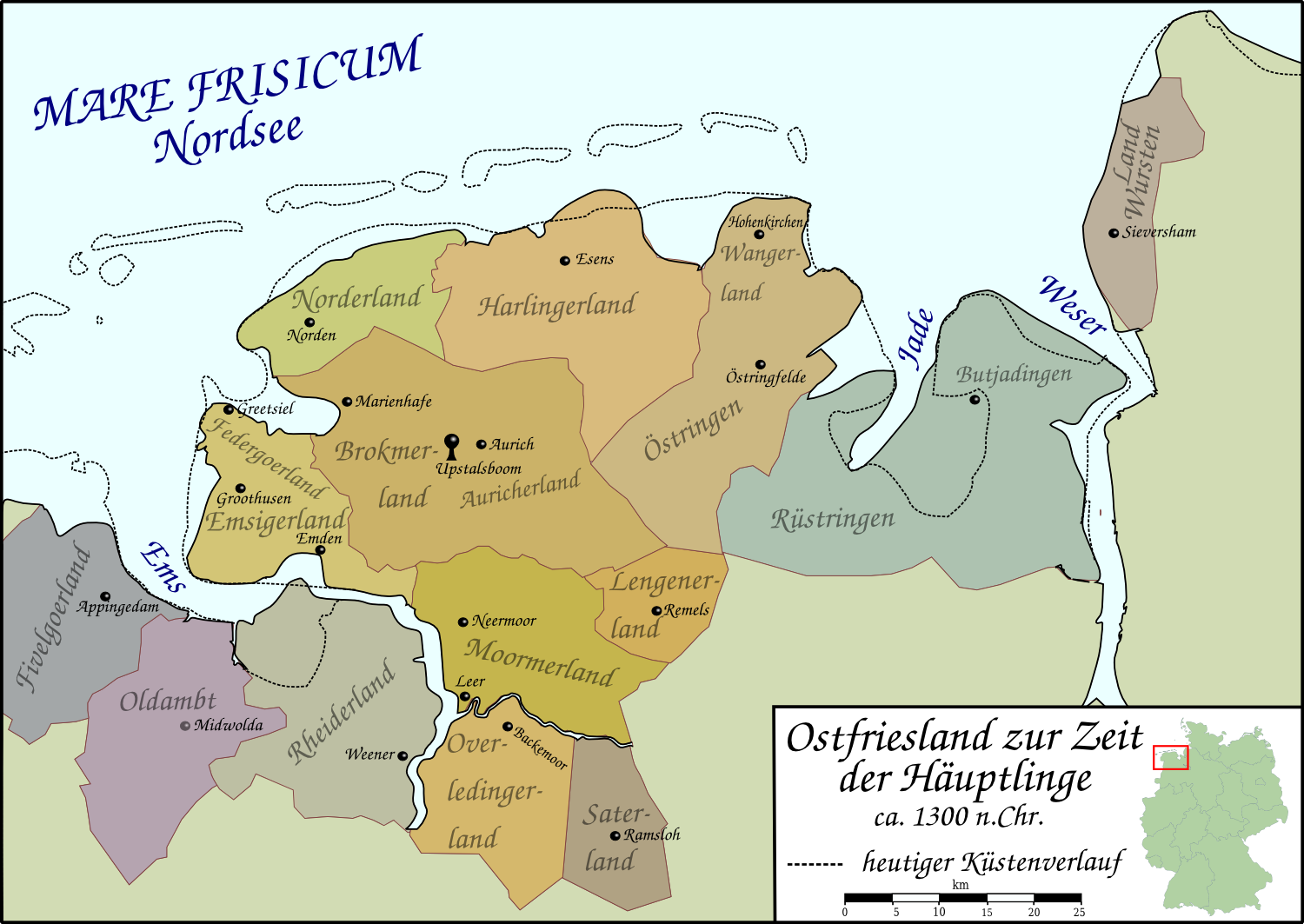
Oost-Friesland rond 1300

De familie Tom Brok (ook bekend als: tom Broke, tom Brook, tom Broek, ten Brok, ten Broke) was een machtige Oost-Friese hoofdelingsfamilie. De familie, oorspronkelijk afkomstig uit Norderland, had de heerschappij over het Broekmerland (vanaf de tweede helft van de 14e eeuw) en over het Aurikerland (eerste kwart van de 15e eeuw). De familie probeerde sinds de tweede helft van de 14e eeuw Oost-Friesland onder haar controle te krijgen. Bij dat streven raakten zij in conflict met een andere belangrijke hoofdelingsfamilie, de Abdena's. Tussen beide families brak een vete uit, welke de aanleiding zou vormen tot van de Grote Friese Oorlog (1413-1422). In 1435 stierf de familie uit.

## Opkomst en ondergang van het geslacht
Het eerste bekende lid uit de geschiedenis van deze familie is Keno Kenesna, . Hij wordt in 1309 genoemd als een van de drie edelen   in Norderland. Oorspronkelijk was het grondbezit van de familie in Brookmerland niet zo groot. Nakomelingen hebben al rond 1347 scoutrechten in de parochies Uttum en Visquard en de familie wordt beschouwd als een van de meest invloedrijke in Emsigerland en Norderland. In Brookmerland beheerde de Tom Brok de Redgerhof in Engerhafe en hadden ze als eigenaren het recht om geschillen te beslechten. Een kleinzoon van Keno Keno Hilmerisna werd uiteindelijk tot leider gekozen door de stamhoofden van Brookmerland. Hij was de eerste die zichzelf Tom Brok noemde. In 1361 leidde hij de oppositie tegen Edo Wiemken en in 1371 werd hij voor het eerst genoemd als leider van de hoofdmannen van Brookmerland. Verder werd hij om de vier jaar verkozen tot een van de "Redjewen" van Norderland.
De zoon van Keno Okko I (ca. 1345-1390) wordt geridderd aan het hof van Napels en breidt zijn bezittingen in Norderland verder uit. In 1379 nam hij bezit van het Emsigerland ten noorden van Emden, het Harlingerland en het Aurikerland. In de tijd die volgt wordt de state bij Aurich in het Aurikerland het centrum van zijn heerschappij. In 1381 aanvaardt Okko de Nederlandse graaf Albrecht van Beieren als heer over alle Friese landen. De Oost-Friezen zagen dat als een schending van hun vrijheid en daarom wordt Okko bij zijn state vermoord.
Okko's weduwe Quade Foelke regeerde aanvankelijk voor de onwettige zoon Widzel, maar toen Widzel voor zichzelf mocht beslissen, liet hij onder Klaus Störtebeker de Victualiënbroeders toe en bood hen een vrijhaven in Oost-Friesland aan. Widzeld stierf in de kerk van Detern (1399) waar hij op de brandstapel was gezet door krijgers van de aartsbisschop van Bremen, de graven van Aldenboarch en anderen. Rond 1400 vochten de Hanze tegen de Victualiënbroeders. De opvolger van Widzelds is Keno II. De Hanze dwingen hem de alliantie met de piraten op te geven. Hij verslaat de Emder hoofdeling Hisko Abdena in 1413 en breidt zijn heerschappij uit naar het westen van Friesland.
De laatste Tom Brok is zijn zoon Okko II. Hij erfde grote stukken land, zodat hij zich Heer van heel Oost-Friesland kon noemen. Met een overwinning op de Friezen in Westerlauwers Friesland vestigt hij ook daar zijn heerschappij. Deze overwinning behaalt hij samen met de aan hem verbonden hoofdman Fokko Ukena en heerst over Westerlauwers Friesland en Emden. In de tijd die volgde ontstond er een dispuut tussen Fokko Ukena en Okko tom Brok, dat uitmondde in een openlijke strijd tussen de twee. Okko wordt tweemaal verslagen door Fokko, eerst in 1426 in de Slag bij Detern en daarna op 28 oktober 1427 bij de Wilde Akkers tussen Oldeborg en Mariënhafe. Okko werd naar Leer  gebracht en bleef daar vier jaar gevangen. Hij stierf machteloos in 1435 als de laatste van zijn generatie.

## De familie Tom Brok
De volgende familieleden zijn hoofdeling geweest:
- Keno I tom Brok
- Ocko I tom Brok
- Widzel tom Brok
- Keno II tom Brok (Keno tom Broke)
- Ocko II tom Brok